# Savino De Benedictis
Savino De Benedictis   (Bari, 20 de gener de 1883 - São Paulo, 15 d'agost de 1971) va ser un musicòleg, compositor i director d'orquestra italià, resident al Brasil.
Va arribar a São Paulo a principis del segle xx. Va cursar la carrera al Conservatori Dramàtic i Musical de São Paulo, on entre els seus professors va tenir Agostino Cantù, i després com a professor al mateix centre, a més de professor també es dedicà escriure vers la teoria musical. Va ser un dels fundadors de l'Acadèmia Brasilera de Música el 1945. Va ser el creador de "Bona", un mètode per ensenyar música.